# Bergbau Ratten-St. Kathrein

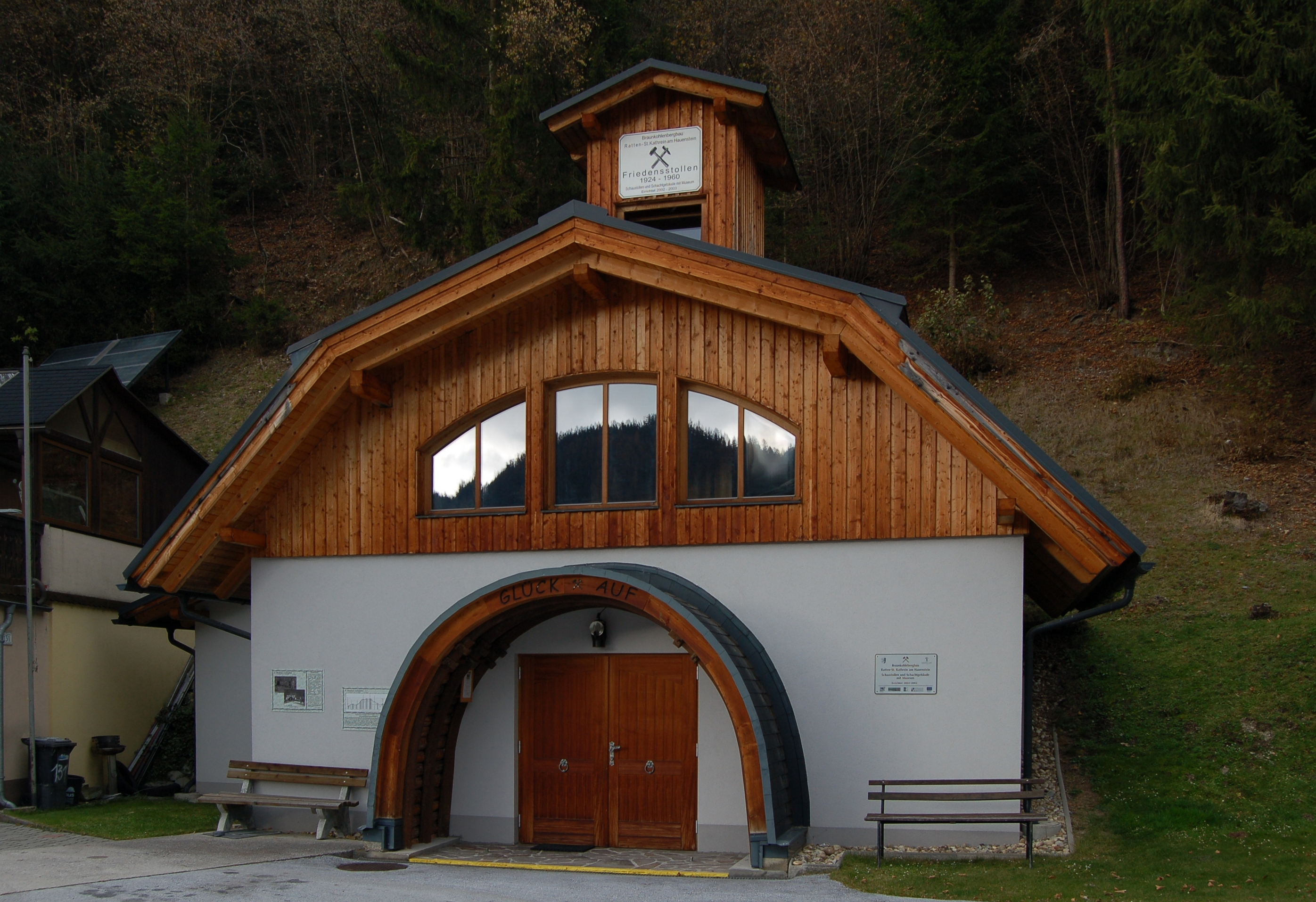
Bergwerksmuseum in Ratten

Der Bergbau Ratten-St. Kathrein ist ein stillgelegtes Braunkohlebergwerk in den Fischbacher Alpen in der Obersteiermark. Es lag auf dem Gebiet der Gemeinden Ratten und St. Kathrein am Hauenstein an den Abhängen des Feistritztals in der heutigen Tourismusregion Waldheimat.

## Geschichte

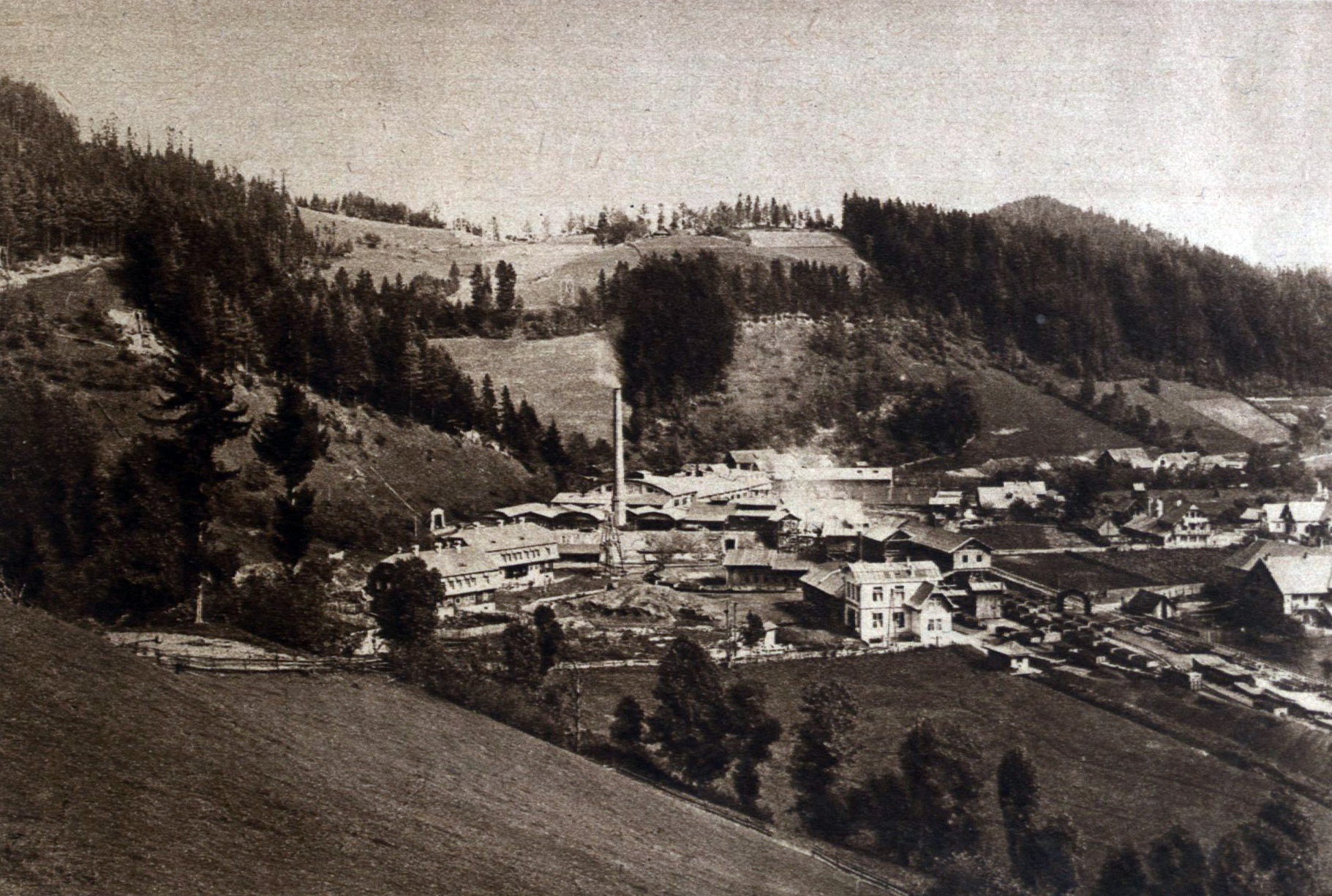
Anlagen des Bergbaus in Ratten (1924)

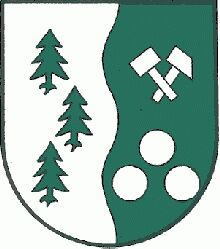
Wappen der Gemeinde Ratten, mit Bergwerkszeichen

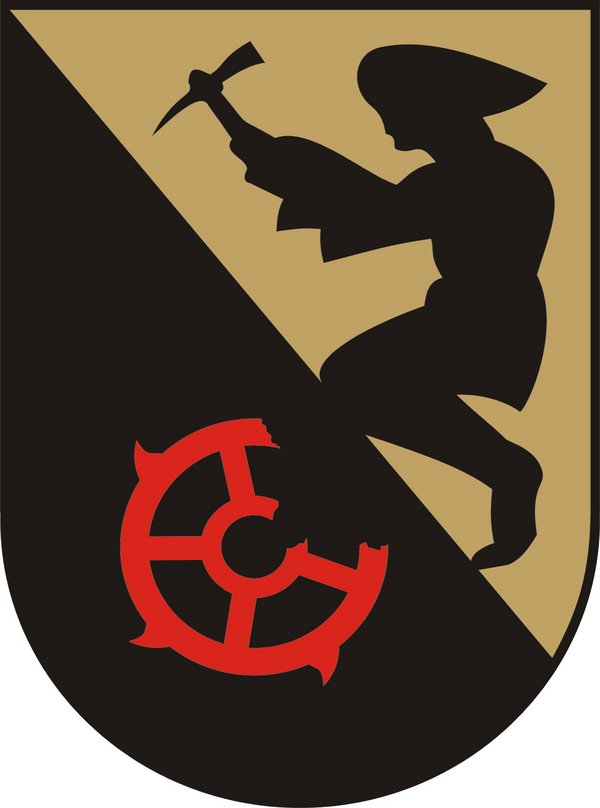
Wappen der Gemeinde St. Kathrein am Hauenstein, mit Bergknappen

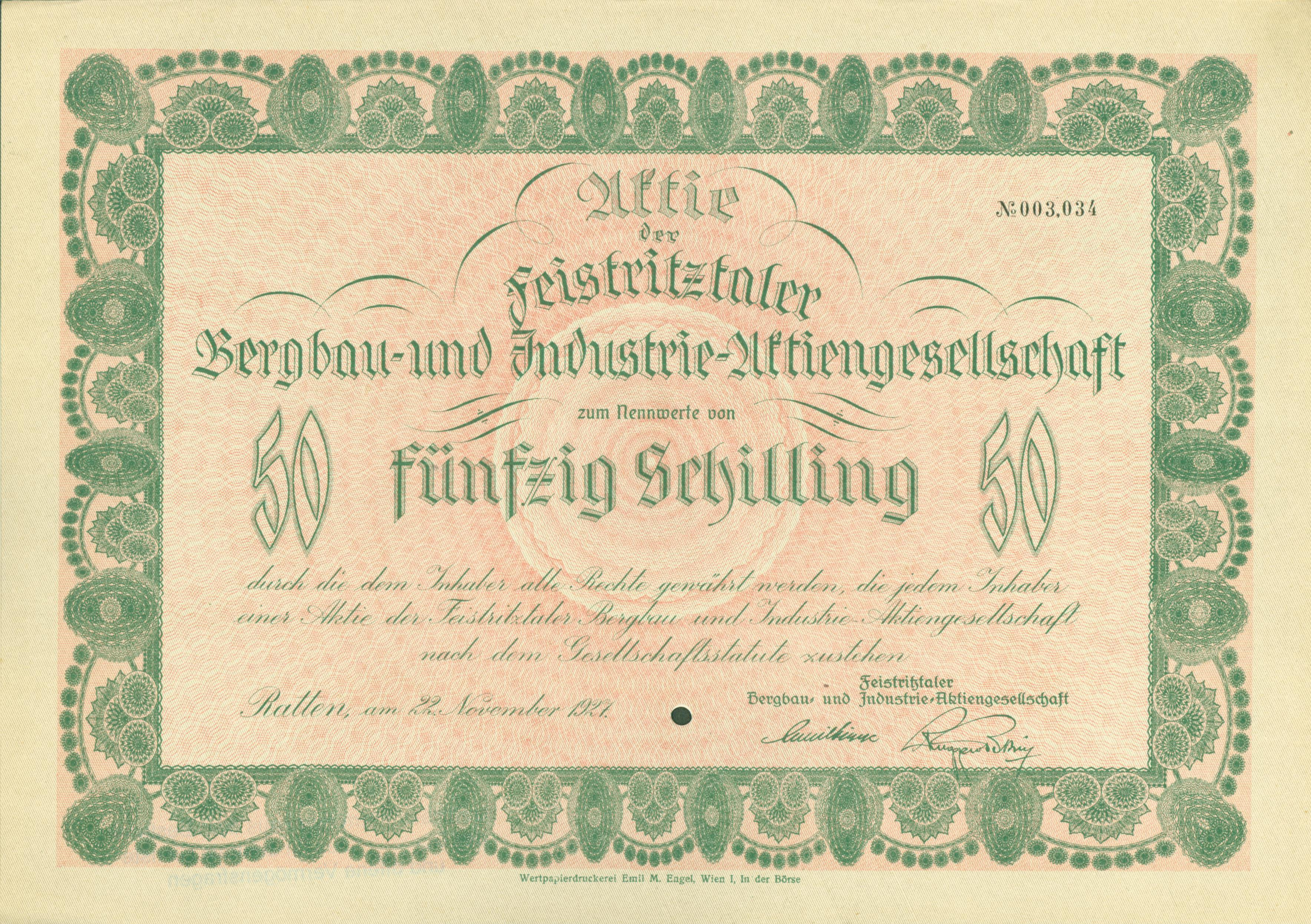
Aktie über 50 Schilling der Feistritztaler Bergbau- und Industrie-AG vom 22. November 1927

### Anfänge des Bergbaues
Die Anfänge des Kohlebergbaues reichen bis ins 18. Jahrhundert zurück, erstmals erwähnt wurde das tertiäre Kohlevorkommen im Jahre 1804. Bereits in den Jahren 1810–1820 wurde die Braunkohle in St. Kathrein durch einen Schacht abgebaut. In der zweiten Hälfte des 19. Jahrhunderts begann man mit dem erwerbsmäßigen Abbau der Kohle vorerst im Tagbau in mehreren Grubenmaßen in Ratten, St. Kathrein und am Kogl. Der dortige Tagbau am Fuße der Pretulalpe war mit einer Seehöhe von über 1000 Metern der höchstgelegene Braunkohleabbau Europas. Im Jahr 1874 sollen in der Kohlengrube in Ratten bereits 200 Bergleute beschäftigt gewesen sein. Die Kohle wurde vorerst für die in Ratten ansässige Glashütte verwendet. Zu den Besitzern der Kohlegruben gehörte im ausgehenden 19. Jahrhundert auch Graf Karl Lanckoronski, welcher zur Nutzung seiner weitläufigen Besitzungen in der Region auch die Feistritzwaldbahn errichten ließ. Um 1909 war der Mürzzuschlager Hotelier und Skipionier Toni Schruf Eigentümer einer Grube des Bergbaus Ratten-St. Kathrein. In Verehrung seines Freundes, des Schriftstellers Peter Rosegger, nannte er den Bergbau „Grube Waldheimat“. Diese war das größte Vorkommen des Bergbaues und besaß eine Gebirgsüberdeckung von 180 bis 200 Metern.

### Abbau im großen Stil
Nach dem Ende des Ersten Weltkrieges war das neu entstandene Österreich von seinen wichtigsten Kohlenlieferanten abgeschnitten, so dass nun aufgrund der vorherrschenden Kohlenknappheit vermehrt heimische Vorkommen abgebaut wurden. Ab 1920 begann die vorwiegend mit italienischem Kapital geführte Feistritztaler Bergbau- und Industrie AG mit dem Abbau der Kohle im großflächigen Maßstab und übernahm dazu 1922 alle drei Grubenmaße in Pacht. In Ratten wurden ein Brecher und eine Sortieranlage errichtet, zu welchem die Kohle vom Tagbau Kogl über eine 4,5 Kilometer lange Materialseilbahn transportiert wurde. Zur besseren Abfuhr aus der Grube „Waldheimat“ wurde in den Jahren 1924 bis 1929 mit dem 2,7 Kilometer langen „Friedensstollen“ die Hauptförderstrecke des Bergbaues Ratten-St. Kathrein aufgefahren. Dieser lag auf einer Seehöhe von 740 Metern und beförderte die Kohle vom tiefsten Punkt der Mulde hinaus zum Brecher, zusätzlich diente er zur Auffahrt der Kumpel in den Berg und der Wasserableitung aus der Grube. 1925 wurde das gesamte Bergwerk von der Feistritztaler Bergbau- und Industrie AG erworben.
Zum Abtransport der Kohle wurde einerseits 1921/22 die 18 Kilometer lange, schmalspurige (760 mm) Schleppbahn Ratten–Birkfeld errichtet, welche in Birkfeld Anschluss an die ebenfalls schmalspurige Feistritztalbahn hatte. Durch das zweimalige Umladen in Birkfeld und Weiz wurde der Kohlentransport per Bahn jedoch rasch umständlich und wenig kostendeckend. Daher wurde in den Jahren 1922 und 1923 von der Wiener Fabb A.G. eine insgesamt 12,7 Kilometer lange Materialseilbahn von Ratten über den Kamm der Fischbacher Alpen nach Hönigsberg im Mürztal errichtet. Die Seilbahn mit ihren 126 hölzernen Stützen war zum Zeitpunkt der Erbauung die längste Seilbahn Österreichs und diente vor allem der einfacheren Abfuhr der Kohle aus dem Feistritztal. Durch die direkt an der wichtigen Südbahn gelegene End- und Umladestation konnte die Kohle viel gewinnbringender transportiert und vermarktet werden. Man versprach sich dadurch vor allem einen Kostenvorteil gegenüber der Kohle aus dem weststeirischen Köflach, zudem konnten die in Hönigsberg ansässigen Bleckmann-Stahlwerke als Abnehmer der Braunkohle aus der Waldheimat gewonnen werden. Ein 1923 auf fünf Jahre abgeschlossener Abnahmevertrag sah die Lieferung von 100.000 Tonnen Kohle vor, täglich sollten 20 bis 30 Güterwaggons zu Bleckmann und anderen Abnehmern im Mürztal geliefert werden.
Zeitweise waren bis zu 600 Bergleute im Bergbau beschäftigt, darunter viele aus den ehemaligen Kronländern der Habsburgermonarchie. Sie wohnten in Baracken und eigens errichteten Siedlungen in Ratten, am Kogel und St. Kathrein am Hauenstein. 1928 wurde der Tagbau am Kogel geschlossen, der Abbau erfolgte nun ausschließlich unter Tage in der Grube Waldheimat. 1930 wurden zwei Bergleute durch eine verfrühte Explosion einer Sprengung getötet, 1932 erstickte ein Kumpel im Berg durch Stickstoff. Im Jahre 1935 pachtete die Steirische Kohlenbergwerk AG den Bergbau und erwarb ihn im Jahre 1944. Zu dieser Zeit wurden monatlich ca. 6000 Tonnen Kohle gefördert. Aufgrund von Personalmangel musste im Zweiten Weltkrieg der Bergbau zeitweise eingestellt werden, in dieser Zeit – wie auch in der folgenden Nachkriegszeit – gab es daher immer wieder Probleme mit mangelnder Wasserhaltung und Grubenbränden. 1947 wurde die Steirische Kohlenbergwerk AG von der Österreichisch-Alpinen Montangesellschaft übernommen, welche in der Folgezeit in das Bergwerk investierte. 1952 stürzte der Wetterschacht im Nordfeld der Grube ein und wurde daraufhin – als erster und einziger dieser Art in Österreich – als Senkschacht mit Stahltübbings wieder errichtet.

### Ende des Bergbaues
Im Jahre 1960 endete der Bergbau in Ratten-St. Kathrein aus wirtschaftlichen Gründen, letzter Fördertag war der 15. Juli 1960. Die Mutterfirma Steirische Kohlenbergwerk AG wurde im selben Jahr durch das sog. „Rekonzernierungsgesetz“ (rückwirkend mit 1. Januar 1945) in das Eigentum der ehemals konkurrenzierenden Graz-Köflacher Eisenbahn- und Bergbaugesellschaft übertragen. Bereits Ende 1960 war das Bergwerk geschlossen und unzugänglich gemacht, auch der erst 1952 errichtete „neue Wetterschacht“ wurde mit Taubgestein verfüllt. Auch die Materialseilbahn nach Hönigsberg wurde stillgelegt und abgebaut, die verbliebenen 15 Mitarbeiter fanden bei den Schoeller-Bleckmann Stahlwerken eine neue Beschäftigung. Zählte der Ort Ratten im Jahre 1951 noch 1522 Einwohner, hatte die Schließung des Bergbaues in beiden Gemeinden einen spürbar starken Rückgang der Einwohnerzahlen zur Folge. Heute besitzt die GKB-Bergbau GmbH die Bergrechte und sorgte zuletzt 2010 für eine Bestandsaufnahme und Absicherung des verfüllten Bergwerks.
Von 1920 bis 1960 wurden insgesamt zwei Millionen Tonnen Braunkohle im Bergbau Ratten-St. Kathrein gefördert.

### Überbleibsel
Heute erinnert wenig an den ehemaligen Bergbau, lediglich die ehemaligen Mundlöcher der Stollen sind durch Wasseraustritte noch erkennbar. In St. Kathrein existiert noch die ehemalige Bergbausiedlung und in Ratten erinnert ein kleines Bergbaumuseum im ehemaligen Eingang des Friedensstollens an den ehemaligen Braunkohleabbau in der Region. Die Gemeinde Ratten trägt ferner noch das Bergwerkszeichen im Wappen.